# Jalalpur (Uttar Pradesh)
Jalalpur es una ciudad y tehsil situada en el distrito de Ambedkar Nagar en el estado de Uttar Pradesh (India). Su población es de 31972 habitantes (2011). 

## Demografía
Según el  censo de 2001 la población de Jalalpur era de 29634 habitantes, de los cuales el 51% eran hombres y el 49% eran mujeres. Jalalpur tiene una tasa media de alfabetización del 69%, superior a la media nacional del 59,5%: la alfabetización masculina es del 73%, y la alfabetización femenina del 64%.